# Jan Goossens
Jan Goossens (Velp, 18 dicembre 1958) è un ex calciatore olandese, di ruolo attaccante.

## Carriera
Ha trascorso parte della carriera calcistica negli USA. È noto principalmente per la sua carriera nel calcio indoor: ha giocato per sette stagioni nella MISL segnando 682 gol che lo pongono al sesto posto nella classifica dei migliori cannonieri di tutti i tempi della lega.
Fece il suo esordio nella NASL nel 1979, con la maglia degli Edmonton Drillers. Nel 1982 si trasferì ai Golden Bay Earthquakes con la cui maglia giocò le ultime due stagioni della NASL. In totale segnò 48 reti in 148 partite nelle sei stagioni giocate nella lega outdoor.
Nella MISL ha giocato con le maglie dei Minnesota Strikers (1984-1985), Template:Calcio Kansas City Comets 1981-1991, e Dallas Sidekicks (1991-1992).